# Zygophylax tottoni
Zygophylax tottoni is een hydroïdpoliep uit de familie Lafoeidae. De poliep komt uit het geslacht Zygophylax. Zygophylax tottoni werd in 1987 voor het eerst wetenschappelijk beschreven door Rees & Vervoort. 